# Mostaganem
Mostaganem (Arabisch: مستغانم) is een havenstad in Algerije en de hoofdstad van de gelijknamige wilaya. De stad ligt op de rand van een kustplateau aan de westzijde van de Golf van Arzew van de Middellandse Zee op de plaats waar de berg Djebel Orousse (831 meter) eindigt, op 72 kilometer ten oostnoordoosten van Oran. De bevolking bedroeg 124.399 personen bij de volkstelling van 1998.

## Geschiedenis
Waar nu Mostaganem ligt, lag in de tijd van de Feniciërs een havenplaats met de Punische naam Murustaga. De Romeinen herbouwden de plaats en gaven haar ten tijde van Gallienus (212-268) de naam Cartenna. Tijdens de vroege middeleeuwen zou de plaats ook bewoond zijn geweest. De huidige stad stamt echter volgens de overleveringen uit de 11e eeuw.
De regio werd sinds de vroege middeleeuwen bevolkt door Zenaten. Volgens oude documenten werd in 1082 door toedoen van de Almoravidische heerser Yusuf ibn Tashfin de bordj (fort) El Mehal gesticht. Na hem kwam dit fort in handen van de Zianiden van Tlemcen en vervolgens van de Meriniden uit Fez. De Meriniet Abou El Hassene Ali Ibn Abi Said liet in 1341 een grote moskee bouwen bij de stad. In 1511 probeerden de Spanjaarden de stad een verdrag op te leggen, hetgeen mislukte. Het nog wel Spaanse Oran wist hierdoor aan invloed te winnen. Na een aantal jaren de Spanjaarden te hebben weerstaan, riepen de Mostaganemers de hulp in van de Ottomaans-Turkse kaper Barbarossa Khair ad-Din Pasha, die de Spanjaarden een aantal klappen wist toe te brengen en de stad in 1516 in nam voor de Turken. Hierop werd Mostaganem een piratennest, alsook een handelshaven. In augustus 1558 leden de Spanjaarden een grote nederlaag bij Mazagran. Het fort werd daarop uitgebreid en versterkt door de Turken. Rond 1700 kwam de stad daadwerkelijk onder het gezag van de Ottomaanse sultan te staan. Toen de Fransen Algerije binnenvielen in 1830, wisten de Ottomanen en de Kouloughli ("slavenkinderen"; een mengvolk van Ottomanen en Algerijnen) de Fransen tot tweemaal toe te weerstaan (1832 en 1833), maar het fort werd uiteindelijk toch bestormd in 1833. In 1847 werd in het fort (Le général Lamoricière genoemd) het eerste Algerijnse infanterieregiment gevormd. Door de kolonisatie kreeg de stad meer verbindingen naar het binnenland toe. In verschillende jaren, vooral 1927, werd de stad bedreigd door overstromingsgevaar.
De stad bestaat nu uit het compactere oude stadsdeel Tidgit in het noordoosten en een uitgestrekte nieuwe meer Europees aandoende stad ten zuidwesten daarvan. De beide delen worden van elkaar gescheiden door de rivier de Aïn Sefra.

## Economie en onderwijs
In de stad bevinden zich een suikerfabriek en een pulpmolen. In de stad bevindt zich ook de Universiteit van Mostaganem (gesticht in 1978). De stad wordt sinds 18 februari 2023 bediend door een tram.

## Geboren
- Louis Franchet d'Espérey (25 mei 1856 – Saint-Amancet, 3 juli 1942), Frans maarschalk
- Paul Masson (30 november 1874 – 30 november 1945), Frans baanwielrenner
- Jean Fernandez (8 oktober 1954), Frans voetballer en trainer
- Ishak Belfodil (12 januari 1992), Algerijns voetballer